# Unione Sportiva Pro Vercelli 1931-1932
Questa voce raccoglie le informazioni riguardanti l'Unione Sportiva Pro Vercelli nelle competizioni ufficiali della stagione 1931-1932.

## Rosa
| N. |                   | Ruolo | Calciatore             |
| -- | ----------------- | ----- | ---------------------- |
|    | Italia (bandiera) | P     | Egidio Scansetti       |
|    | Italia (bandiera) | P     | Mario Zucchetti        |
|    | Italia (bandiera) | D     | Mario Zanello          |
|    | Italia (bandiera) | D     | Achille Dellarole (I)  |
|    | Italia (bandiera) | D     | Germano Lanino         |
|    | Italia (bandiera) | C     | Teobaldo Depetrini     |
|    | Italia (bandiera) | C     | Mario Ardissone        |
|    | Italia (bandiera) | C     | Mario Ferraris (I)     |
|    | Italia (bandiera) | C     | Luciano Degara         |
|    | Italia (bandiera) | C     | Giovanni Giva Magnetti |

| N. |                   | Ruolo | Calciatore              |
| -- | ----------------- | ----- | ----------------------- |
|    | Italia (bandiera) | C     | Luigi Caligaris         |
|    | Italia (bandiera) | C     | Tommaso Ordazzo         |
|    | Italia (bandiera) | C     | Giuseppe Agù            |
|    | Italia (bandiera) | A     | Pietro Ferraris (II)    |
|    | Italia (bandiera) | A     | Alfredo Gatti           |
|    | Italia (bandiera) | A     | Silvio Piola            |
|    | Italia (bandiera) | A     | Ferdinando Santagostino |
|    | Italia (bandiera) | A     | Giuseppe Seccatore      |
|    | Italia (bandiera) | A     | Luigi Casalino          |
|    | Italia (bandiera) | A     | Giovanni Bernasconi     |

## Statistiche

### Statistiche di squadra
| Competizione | Punti | In casa | In casa | In casa | In casa | In casa | In casa | In trasferta | In trasferta | In trasferta | In trasferta | In trasferta | In trasferta | Totale | Totale | Totale | Totale | Totale | Totale | DR  |
| Competizione | Punti | G       | V       | N       | P       | Gf      | Gs      | G            | V            | N            | P            | Gf           | Gs           | G      | V      | N      | P      | Gf     | Gs     | DR  |
| ------------ | ----- | ------- | ------- | ------- | ------- | ------- | ------- | ------------ | ------------ | ------------ | ------------ | ------------ | ------------ | ------ | ------ | ------ | ------ | ------ | ------ | --- |
| Serie A      | 27    | 17      | 8       | 6       | 3       | 22      | 14      | 17           | 2            | 1            | 14           | 13           | 40           | 34     | 10     | 7      | 17     | 35     | 54     | -19 |

### Statistiche dei giocatori
| Giocatore        | Serie A  | Serie A |
| Giocatore        | Presenze | Reti    |
| ---------------- | -------- | ------- |
| G. Agù           | 1        | 0       |
| M. Ardissone     | 34       | 2       |
| G. Bernasconi    | 1        | 0       |
| L. Caligaris     | 2        | 0       |
| L. Casalino      | 14       | 0       |
| L. Degara        | 3        | 2       |
| A. Dellarole     | 18       | 0       |
| T. Depetrini     | 34       | 0       |
| M. Ferraris      | 30       | 1       |
| P. Ferraris      | 33       | 6       |
| A. Gatti         | 31       | 2       |
| G. Giva Magnetti | 2        | 0       |
| G. Lanino        | 18       | 0       |
| T. Ordazzo       | 1        | 0       |
| S. Piola         | 31       | 12      |
| F. Santagostino  | 30       | 3       |
| E. Scansetti     | 32       | -51     |
| G. Seccatore     | 24       | 4       |
| M. Zanello       | 33       | 2       |
| M. Zucchetti     | 2        | -3      |